# Neocallicrania selligera
Neocallicrania selligera är en insektsart som först beskrevs av Toussaint de Charpentier 1825.  Neocallicrania selligera ingår i släktet Neocallicrania och familjen vårtbitare.

## Underarter
Arten delas in i följande underarter:
- N. s. selligera
- N. s. laeta
- N. s. meridionalis